# 陰離子加成聚合反應
Note 1:陰離子可能為游離的(free)、成對的(paired)或聚集的(aggregated)
陰離子加成聚合反應（Anionic addition polymerization），是鏈增長聚合反應(chain-growth polymerization)或加成聚合反應(addition polymerization)的一種形式，其涉及乙烯基(vinyl)單體和強電負度基團的聚合反應這個聚合反應的發生是透過一個碳陰離子(carbanion)的活性物種(active species)如同其他的鏈增長聚合反應，陰離子聚合反應的發生可分為三個步驟：鏈引发作用、鏈增長作用和鏈終止作用。發生於許多陰離子加成聚合反應的活性聚合反應沒有形式上的終止作用途徑；活性陰離子加成聚合反應的優點為可控制結構與組成。
陰離子聚合反應可用於產生聚二烯烴(polydiene)合成橡膠、苯乙烯(styrene)/丁二烯橡膠(butadiene rubbers， SBR)溶液和苯乙烯熱塑性彈性體(thermoplastic elastomers)。

## 歷史
早在1963年，Karl Ziegler就提出假說，在合成苯乙烯和丁二烯連續加入單體的實驗中，以烷基锂引發的離子聚集反應不發生鏈轉移或終止情況。20年後，Szwarc發表了活性聚合反應。Michael Szwarc在1956年早先的實驗中已經發現了一個屬於聚合物科學的突破性現象。當Michael Szwarc得知，在質子溶劑的環境中，電子會在萘和苯乙烯的陰離子間進行電子轉移。他開始對這想反應進行個進一步的研究，期待了解更多細節。他推測:陰離子的轉移導致二價陰離子的產生。這個二價陰離子快速的加到苯乙烯溶液中後，會產生兩個終止端的活性聚合物。身為一個物理化學家，Michael Szwarc的首要實驗目的是了解這個反應機制的細節。他的工作是詳細地闡明過程中的化學動力學和熱力學原理。同時，他研究了各種離子對和離子團的結構和性質的關係。這些研究對他日後在聚合物合成的研究有很大的影響。他發現了控制分子合成的好方法，透過分子的重量，重量分布和其高分子聚合物的結構。

## 單體特性
為了產生乙烯基單體的聚合反應，在雙鍵上的取代基必須要可以穩定負電荷。穩定性必須透過負電荷的離域電子。因為碳負離子的性質，和鹼基或是親合基反應的取代基必須不存在或是被保護住。

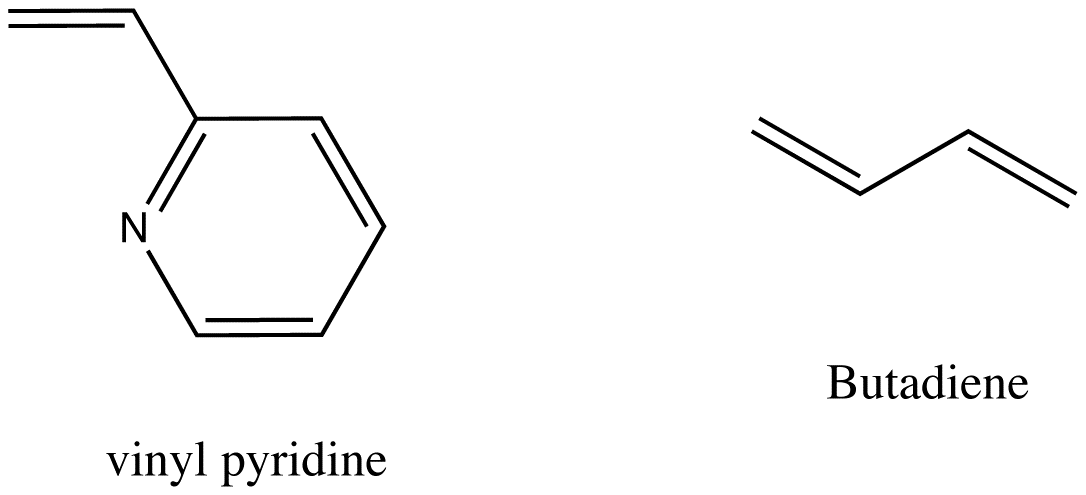
乙烯基單體的例子。

有取代基的乙烯基單體透過電荷的離域來穩定負電荷，進行沒有鏈轉移或是終止的聚合反應。這些單體包括苯乙烯、二烯烴、甲基丙烯酸甲酯、吡啶、醛、環氧化合物、環硫化物、硅氧烷和內酯。極性單體使用低溫、控制的條件，可以進行陰離子聚合反應。然而，在高溫情況時，極性取代基進行側鏈的反應。極性單體包括: 丙烯腈、氰基丙烯酸酯、環氧丙烷、乙烯基酮、丙烯醛、乙烯基碸、乙烯基亞碸、乙烯基三甲氧基硅烷和異氰酸酯。

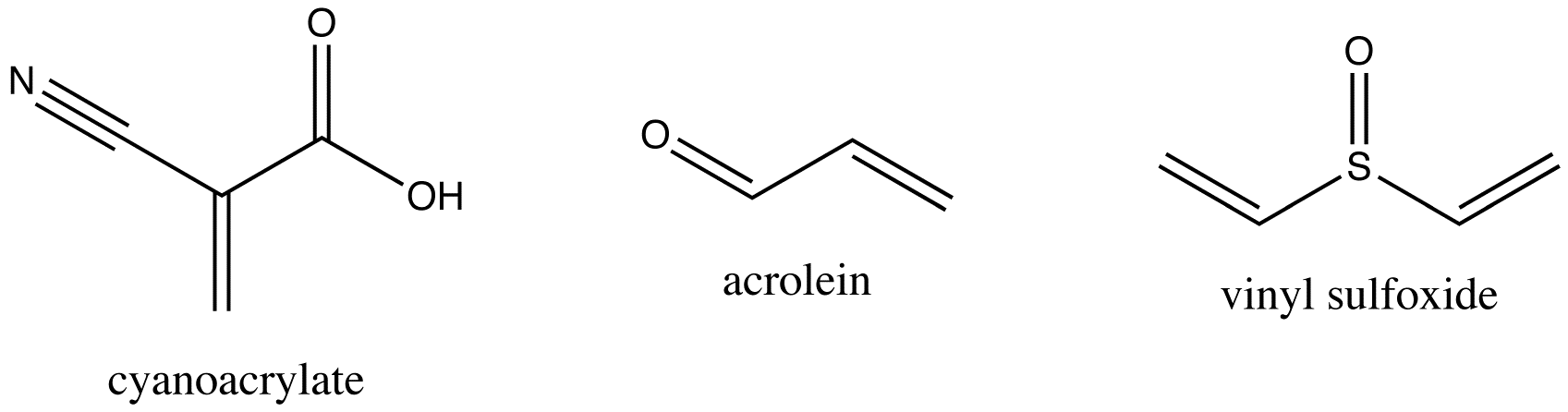
極性單體的例子(由左至右為丙烯腈酸、丙烯醛、乙烯基亞碸)。

## 溶劑
要使用哪一種溶劑是取決於起始物和延長端碳陽離子的活性。低活性的陰離子種類，例如: 雜環化合物單體，可以適用更廣泛的溶劑。

## 起始
使用在陰離子聚合反應中起始物的活性必須要和延長類的單體相似。單體所產生碳陽離子的共價酸的pka值可以用來誘導單體的活性。最不活潑的單體其pka值越大，需要高活性的起始物。兩個主要的起始反應路徑為:電子轉移(透過鹼金屬)和強陰離子。

### 透過電子轉移的起始作用
Szwarc和他的工作團隊研究使用萘這類芳香類陰離子基團當作聚合反應的起始物。在這個反應中，一個電子從鹼金屬上傳送到萘。極性溶劑成功地穩定這種起始物，並且使這類陽離子產生。陰離子基可以傳遞電子到單體上。

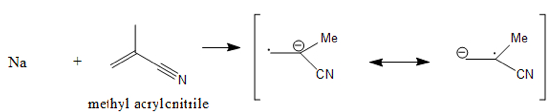
電子轉移的起始。

起始物也可以促使電子從鹼金屬傳遞到單體上，產生陰離子基團。起始反應發生在鹼金屬的表面，並且，整個反應是可逆的。

### 透過強陰離子的起始作用
親核體的起始物包括:共價或離子金屬醯胺、醇鹽、氫氧根化合物、氰化物、磷化氫、胺和有機金屬化合物（有機鋰試劑化合物與格氏試劑）。起始過程包含一個中性粒子(B:)或是一個負電荷親核體 (B:-)附加到單體上。 

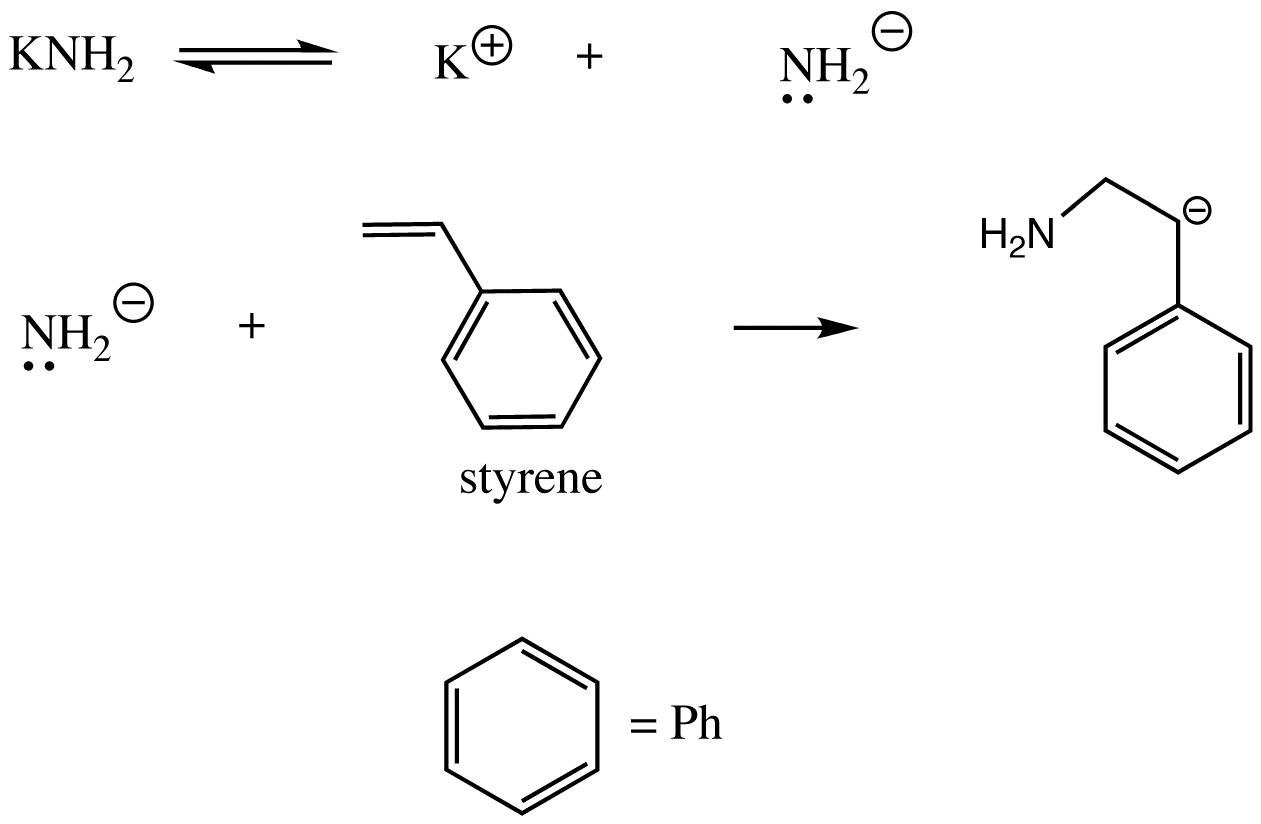
强阴离子诱导的苯乙烯单体链引发反应机理

有機鋰試劑是最出現在商業使用上的起始物。並且最常被使用在苯乙烯和二烯烴的聚合反應上。
被強電負度基團活化的單體甚至可以被弱陰離子或是中性親核體活化啟動反應。(例如:胺、膦) 最明顯的例子是氰基丙烯酸酯的固化，構成強力的接合劑。在這裡，只有少量的鹼性雜質可以分別有效地誘導陰離子加成聚合反應或兩性離子型加成聚合反應。

## 增长

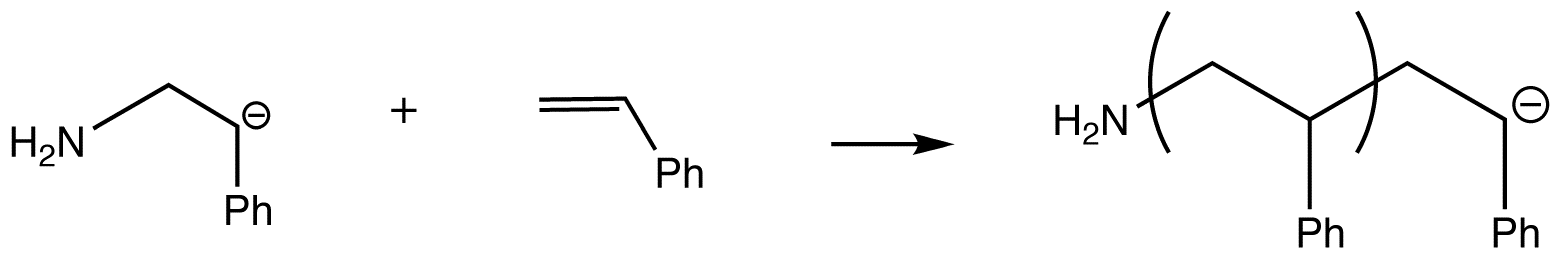
阴离子聚合链增长反应

陰離子加成聚合反應的延長造成了單體的消耗。著個反應在低溫下進行並且反應非常快速。這是由於陰離子並非非常穩定，隨著溫度的增加，反應也會加劇。如果將溫度下降到約攝氏零度時，此反應的穩定性會被大大的提高。跟合成時的速率相比，衰減過程的速度遠遠不及。所以合成效率是幾乎不會被衰減所影響的。

## 終止
陰離子聚合反應並沒有一個標準的中止途徑，因為溶液中質子的轉移以及正電荷物質並不存在。然而，們還是可以透過微量雜質來終止反應。這些雜質包括:氧，二氧化碳或水。在有意的中止動作，可以透過添加水或是酒精溶液。其他的方法，像是鏈轉移，是發生在試劑可以當作布羅酸反應時。在這個例子中，試劑的pka值必須和延長端的碳陽離子的共價酸相似。終止反應會自然的產生，因為碳陽離子中心的濃度隨著時間衰減，而最終產生質子的消除。急性單體的活性比較高，因為他們被極性取代基所穩定。極性取代基可以和產生終止反應的親核粒子產生反應。

## 活性陰離子聚合反應
活性聚合反應是Szwarc和他的工作團隊在1956年發表。他們一開始的工作是合成苯乙烯和二烯烴。活性聚合反應有一個重要的特性，那就是，它沒有標準的反應終止機制。 一旦有了雜質，碳陽離子就會被活化，並且可以加入更多的單體。反應將無止境的持續下去，除非有刻意的去終止或是鏈的轉移。

## 反应動力学
陰離子加成聚合反應的動力是依賴是否有無終止途徑的發生

### 活性陰離子聚合反應的動力学
一般而言，活性陰離子加成聚合反應的反應機制為下:
{\displaystyle \textstyle \ {\begin{aligned}&{\mbox{I}}^{-}+{\mbox{M}}{\overset {k_{init}}{\longrightarrow }}{\mbox{M}}^{-}\\&{\mbox{M}}^{-}+{\mbox{M}}{\overset {k_{prop}}{\longrightarrow }}{\mbox{M}}^{-}\end{aligned}}}
I為引发剂，kinit為引发反應速率常數，M為單體，M- 為增长活性中心，kprop 為增生反應速率常數。
大多數這種類型的聚合反應中不具有終止途徑，聚合速率就是增生速度：
{\displaystyle \textstyle \ {\mbox{rate(prop)}}=k_{p}[{\mbox{M}}^{-}][{\mbox{M}}]}
kp為增生的速率常數， [M-]為增生的整體濃度，[M]為單體的濃度，當活性聚合沒有終止途徑時，增生濃度變等於引发濃度，因此
{\displaystyle \textstyle \ {\mbox{rate(prop)}}=k_{p}[{\mbox{I}}][{\mbox{M}}]}
聚合程度，Xn，也是受到無終止途徑所影響。單體反應濃度 ([M]o)與起始體([I]o)的比率乘上百分比轉換( p)，在這種情況下，鏈長(ν) 會等於Xn
{\displaystyle \nu ={\frac {[{\mbox{M}}]_{o}}{[{\mbox{I}}]_{o}}}\rho }
當 p= 1 (100% 轉換)，鏈長等於單體與起始體的比率
{\displaystyle \nu ={\frac {[{\mbox{M}}]_{o}}{[{\mbox{I}}]_{o}}}}

### 動力：因為雜質而終止
當終止因為雜質而發生時，雜質必定影響了反應速率。反應機制的開始與活性陰離子加成一樣(開始和延長)。然而，這有著一個終止步驟來確認雜質對於反應的影響。
{\displaystyle \textstyle \ {\mbox{M}}^{-}+HX{\overset {k_{term}}{\longrightarrow }}{\mbox{M-H}}+{\mbox{X}}^{-}}
當M-為延長種類，HX為雜質，kterm為種指反應速率常數。使用穩定狀態，延長速率變成
{\displaystyle \textstyle \ {\mbox{rate(prop)}}={\frac {k_{init}k_{prop}[{\mbox{I}}][{\mbox{M}}]^{2}}{k_{term}[{\mbox{H-X}}]}}}
當: {\displaystyle \textstyle \ \nu ={\frac {rate(prop)}{rate(term)}}={\frac {k_{prop}[{\mbox{M}}]}{k_{term}[{\mbox{H-X}}]}}}
鏈長和延長速率會因為雜質存在於反應中，而互相有負面影響。